# گراف دزارگ
گراف دزارگ (انگلیسی: Desargues graph) یک ساختار ریاضی در حوزه نظریه گراف است. این گراف به افتخار ریاضیدان فرانسوی، ژرار دزارگ، نامگذاری شده است و ویژگی‌های جالبی دارد:

## ویژگی‌های گراف دزارگ
- تعداد رئوس و یال‌ها: این گراف دارای ۲۰ رأس (نقطه) و ۳۰ یال (خط) است.
- مکعبی بودن: هر رأس در این گراف به سه یال متصل است.
- فاصله-متعدی بودن: این ویژگی به تقارن بالای گراف اشاره دارد و به این معنی است که از دید هر رأس، گراف یکسان به نظر می‌رسد.
- غیرمسطح بودن: نمی‌توان این گراف را روی صفحه رسم کرد بدون اینکه یال‌های آن یکدیگر را قطع کنند.
- مکعب جزئی: این یک ویژگی خاص در نظریه گراف است که کاربردهایی در شیمی و علوم رایانه دارد.

## کاربردها
- پایگاه‌های اطلاعات شیمیایی: گراف دزارگ به دلیل ساختار خاص خود، در سازماندهی و جستجوی اطلاعات در پایگاه‌های داده شیمیایی مفید است.
- مطالعات نظری: این گراف به عنوان یک مثال جالب در نظریه گراف مورد مطالعه قرار می‌گیرد و به درک بهتر مفاهیم این حوزه کمک می‌کند.

گاهی اوقات نام «گراف دزارگ» برای اشاره به یک گراف ۱۰ رأسی دیگر نیز استفاده می‌شود که مکمل گراف پترسن است. این گراف ۱۰ رأسی را می‌توان به عنوان نصف گراف ۲۰ رأسی دزارگ نیز در نظر گرفت.